# Sandra Elkasević
Sandra Elkasević (nascida Perković; Zagreb, 21 de junho de 1990) é uma atleta croata, especializada no lançamento de disco, campeã olímpica e mundial.

## Carreira
Começou a praticar esportes - atletismo, basquete e voleibol - no segundo ano do ensino básico e a partir do sexto ano passou a se concentrar no atletismo, particularmente no lançamento de disco e no arremesso de peso. Em 2009 conquistou a medalha de ouro no Campeonato Europeu Júnior de Atletismo, com um lançamento de 62,44 m, recorde nacional croata. Um mês depois ela competiu no Campeonato Mundial de Atletismo em Berlim e ficou em nono lugar, sendo a mais nova atleta inscrita nas provas de campo. No início deste ano ela havia sofrido um sério revés, quando teve uma crise de apendicite. Seu apêndice estourou e ela teve uma grave septicemia quase fatal, que lhe custou duas operações de emergência e uma lenta recuperação. Perkovic perdeu 15 kg e não se esperava que voltasse a competir naquele ano, mas retornou para vencer o campeonato júnior.
Em 2010, seu primeiro ano como atleta adulta, venceu a prova do Campeonato Europeu de Atletismo, tornando-se a mais jovem campeã europeia do lançamento de disco na história da competição, aos 19 anos de idade. Em 2011, porém, ela testou positivo para dimetilamilamina, um estimulante proibido pela Agência Mundial Antidoping (WADA) desde 2010. Perkovic declarou que os resultados positivos se deviam à ingestão de Nox Pump, uma bebida energética americana, que tomava sem saber que continha substâncias banidas pela agência e não pediu um segundo exame de uma amostra B.
A Federação Croata da Atletismo a suspendeu por seis meses, confirmada pela IAAF, reconhecendo que ela não teve intenção do uso de estimulantes, nem tinha conhecimento da presença destas substâncias na bebida. De acordo com as regras da Federação Internacional, todos os seus resultados conquistados após o primeiro teste positivo foram anulados, incluindo um lançamento de 69,99 m conseguido em junho de 2011 em Varaždin, então a melhor marca do mundo nos últimos doze anos, mesmo ela tendo testado negativo nesta competição. Sua suspensão durou até dezembro de 2011, o que a impediu de participar de qualquer competição naquele ano, incluindo o Campeonato Mundial de Atletismo em Daegu, na Coreia.
Sandra voltou em plena forma em 2012, conseguindo novo recorde nacional de 68,24 m no Grand Prix de Shangai e conquistando novamente o título de campeã europeia do disco em Helsinque, Finlândia, derrotando a medalhista de prata do Mundial de Daegu, Nadine Müller, da Alemanha.
O coroamento de sua carreira veio em 2012, aos 22 anos, quando conquistou a medalha de ouro nos Jogos Olímpicos de Londres 2012, com um lançamento de 69,11 m, sua melhor marca pessoal e novo recorde nacional croata. No ano seguinte, em Moscou 2013, ao seu título de campeã olímpica juntou o de campeã mundial, vencendo a prova em Moscou com um lançamento de 67,99 m.
Em maio de 2014, Sandra melhorou sua melhor marca pessoal com um lançamento de 70,52 m na etapa da Diamond League realizada em Xangai, China e três meses depois venceu pela terceira vez o Campeonato Europeu de Atletismo com novo recorde pessoal e melhor marca do ano, 71,08 m. No Mundial de Pequim 2015, ficou com a medalha de prata com a marca de 67,39 m.
Em seus segundos Jogos Olímpicos, Rio 2016, Sandra conseguiu fazer apenas um lançamento válido, 69,21 m, na terceira tentativa, mas o suficiente para lhe dar a medalha de ouro e o título de bicampeã olímpica, deixando a de bronze para a cubana Denia Caballero, que havia lhe derrotado no Mundial de Pequim 2015.
Em Londres 2017 recuperou o título mundial perdido para a cubana em Pequim, conquistando a medalha de ouro com a marca de 70,31 m. No Mundial seguinte, Doha 2019, ficou com a medalha de bronze. 
Em Tóquio 2020 não conseguiu medalhar, ficando apenas em quarto lugar.  Conquistou outra medalha de prata no Campeonato Mundial de Atletismo de 2022, em Eugene, Estados Unidos.